# 연삭기

연삭기 애니메이션

연삭기(grinding machine)는 단단하고 미세한 입자를 결합하여 제작한 연삭숫돌을 고속으로 회전시켜, 가공물의 원통면이나, 평면을 극히 소량씩 가공하는 정밀 가공방법이며 연삭을 하는 기계이다.

## 연삭숫돌

### 3요소
숫돌립, 결합제, 기공

### 5대 성능 요소
입자, 입도, 결합도, 조직, 결합제

## 핸드그라인더
|                    |
| 전동 핸드 그라인더 |